# ReactOS
ReactOS е проект за създаване на операционна система с отворен код, която да предлага програмна съвместимост със спецификацията Win32. Идеята е почерпена от успеха на Линукс (Linux) и има за цел да се направи отворен аналог на Microsoft Windows. Авторите са недоволни от водещото положение на Microsoft в пазара на операционни системи, затова тя е замислена като безплатен клонинг на Microsoft-ския продукт. Лицензирането е съгласно GNU General Public License.
Проектът е в начален стадий и е на етап алфа-тестове, но е възможно стартиране на програми като играта Doom 3, текстовия редактор Abi Word, мултимедийната програма MPlayer, IRC клиента mIRC и др.
Правят се преводи на руски, китайски, немски, италиански, норвежки, български и други.